# Pitrufquén
Pitrufquén este un oraș și comună din provincia Cautín, regiunea La Araucanía, Chile, cu o populație de 21.981 locuitori (2012) și o suprafață de 580,7 km2.